# Freddy Eastwood
Pour les articles homonymes, voir Eastwood.
Freddy Eastwood (né le 29 octobre 1983 à Basildon, en Angleterre), est un ancien footballeur international gallois, qui évoluait au poste d'avant-centre.

## Statistiques
| Saison      | Club           | Pays           | Championnat         | Coupes nationales | Sélection Pays de Galles |
| ----------- | -------------- | -------------- | ------------------- | ----------------- | ------------------------ |
| 2002 - 2003 | West Ham       | Premier League | -                   | -                 | -                        |
| 2003 - 2004 | Grays Athletic | Conference     | -                   | -                 | -                        |
| 2004 - 2005 | Southend       | League Two     | 36 matchs / 22 buts | 6 matchs / 3 buts | -                        |
| 2005 - 2006 | Southend       | League One     | 42 matchs / 23 buts | 4 matchs / 2 buts | -                        |
| 2006 - 2007 | Southend       | Championship   | 40 matchs / 11 buts | 7 matchs / 5 buts | -                        |
| 2007 - 2008 | Wolverhampton  | Championship   | 31 matchs / 3 buts  | 4 matchs / 1 but  | 1 match / 1 but          |
| 2008 - 2009 | Coventry City  | Championship   | 46 matchs / 4 buts  | 6 matchs          | 8 matchs / 3 buts        |
| 2009 - 2010 | Coventry City  | Championship   | 36 matchs / 8 buts  | 3 matchs          | -                        |
| 2010 - 2011 | Coventry City  | Championship   | 27 matchs / 5 buts  | 2 matchs / 1 but  | 1 match                  |

Dernière mise à jour le 26 juin 2011